# Хемен
Хемен — бог-сокол в древнеегипетской мифологии.

## Места поклонения
Часто почитался как божественное существо, имеющее много общего с Гором, как Гор-Хемен господин Асфиниса или Гор-ахти-Хемен из Хефата. Флиндерс Питри считает Хемена богом Туфиума (Эль-Тод). Именем Хемена был так же назван один из древнеегипетских городов (об этом упомянул в своих записях Флиндерс Питри во время обучения в Абидосе).

## Упоминания о Хемене
В древних надписях Хемен упоминается крайне редко. Ниже представлены некоторые из подобных надписей:
- Анхтифи, номарх III септа (нома) Верхнего Египта во время показного осмотра флота, убивает гиппопотамов в городе Хефат, для приношения их Хемену в праздничные дни.[7]
- На стеле с закруглённой вершиной, созданной в период XIII династии, выгравировано взывание к Птах-Сокар-Осирису и Гору-Хемену господину Асфиниса. Ранее стела была в коллекции В. С. Голенищева, сейчас она находится в Москве в ГМИИ им. А. С. Пушкина.[8]
- Скульптор Усерхат, живший в конце XVIII начале XIX династии, упоминается как «взывающий к культу статуй, чтобы покоиться в их усыпальницах». Хемен из Хефата был в числе тех богов, кому поклонялся Усерхат.[9]
- Известна статуя Хемена, созданная во времена Аменхотепа III; сейчас она находится во Франции в музее Кальвет fr:Musée Calvet, который расположен в городе Авиньон.[10][11]
- В период XXII династии Хемен из Хефата выступает в роли оракула. Человек по имени Икени предстаёт пред статуей Хемена и произносит слова: «Икени прав! Он заплатил!» и т. д.[12]
- В 300 году до н. э. культ Хемена по-прежнему был популярен, о чём свидетельствует официальная подпись к имени Хорнефер.
- В Институте Грифита en:Griffith Institute имеется камень с надписью, на котором предположительно изображён Хемен с головой сокола; надпись гласит: «Аменхотеп III возлюбленный Хемена господина праздника Хеб-сед».[11]